# Temporada de furacões no Atlântico de 1911
A temporada de furacões no Atlântico de 1911 foi uma temporada de furacões relativamente inativa, com apenas seis ciclones tropicais conhecidos se formando no Atlântico durante o verão e o outono. Houve três depressões tropicais suspeitas, incluindo uma que começou a temporada em fevereiro e outra que terminou a temporada quando se dissipou em dezembro. Três tempestades se intensificaram em furacões, dois dos quais atingiram o status de categoria 2 na atual escala de furacões Saffir-Simpson. Os dados de tempestades são amplamente baseados no banco de dados de furacões do Atlântico, que passou por uma revisão completa para o período entre 1911 e 1914 em 2005.
A maioria dos ciclones afetou diretamente a terra. Um furacão que se movia para o oeste matou 17 pessoas e danificou gravemente Charleston, na Carolina do Sul, e arredores no final de agosto. Algumas semanas antes, a área de Pensacola, Flórida, teve uma tempestade no Golfo do México que produziu ventos de 130 km/h (80 mph) sobre a terra. A quarta tempestade da temporada atingiu a costa da Nicarágua, matando 10 e causando grandes danos.

## Resumo da temporada
O banco de dados de furacões do Atlântico (HURDAT) reconhece oficialmente seis ciclones tropicais da temporada de 1911. Apenas três atingiram o status de furacão, com ventos de 121 km/h (75 mph) ou superior. O terceiro furacão da temporada foi a tempestade mais intensa, com uma pressão atmosférica central mínima de 972 mbar (28.7 inHg)  . Uma semana após sua dissipação, outro furacão se formou com velocidades de vento semelhantes às da tempestade anterior, mas com pressão atmosférica desconhecida. Três depressões tropicais fracas se desenvolveram e permaneceram abaixo da força das tempestades tropicais; o primeiro formado em fevereiro e o terceiro em dezembro. A primeira tempestade a atingir a intensidade da tempestade tropical se desenvolveu em 4 de agosto, e a última tempestade tropical do ano se dissipou em 31 de outubro
O início dos anos 1900 carecia de previsões e documentação modernas. Às vezes, o banco de dados de furacões desses anos é incompleto ou incorreto, e novas tempestades são continuamente adicionadas como parte da reanálise contínua de furacões no Atlântico. O período de 1911 a 1914 foi reanalisado em 2005. Dois ciclones tropicais anteriormente desconhecidos foram identificados usando registros, incluindo mapas meteorológicos históricos e relatórios de navios, e as informações sobre as tempestades conhecidas foram alteradas e corrigidas. Essas tempestades são referidas simplesmente por seu número em ordem cronológica, uma vez que os ciclones tropicais no Oceano Atlântico não receberam nomes oficiais até muito mais tarde.
A atividade da temporada foi refletida com uma classificação acumulada de energia ciclônica (ACE) de 35, abaixo da média de – de 58,7. ACE é uma métrica usada para expressar a energia usada por um ciclone tropical durante sua vida. Portanto, uma tempestade com maior duração terá altos valores de ACE. É calculado apenas em incrementos de seis horas em que sistemas tropicais e subtropicais específicos estão em ou acima de velocidades de vento sustentadas de 63 km/h (39 mph), que é o limite para a intensidade das tempestades tropicais. Assim, as depressões tropicais não estão incluídas aqui.

## Sistemas

### Tempestade tropical Um
Identificado por sua falta de limites frontais associados e centro de circulação fechado, o primeiro ciclone tropical da temporada de 1911 formou-se em 4 de agosto no sul do Alabama, nos Estados Unidos. Com apenas força de depressão tropical, ele seguiu para o leste e emergiu no Oceano Atlântico no dia seguinte. Vários dias depois, enquanto estava localizada perto das Bermudas, a depressão tornou-se uma tempestade tropical e virou para nordeste. A tempestade durou mais alguns dias até se dissipar em 11 de agosto A tempestade produziu fortes chuvas nas Bermudas, mas nenhum vento forte foi relatado. A tempestade era desconhecida até que a revisão do banco de dados de furacões no Atlântico de 2005 a reconheceu como uma tempestade tropical.

### Furacão Dois
Com base em observações de navios no sudeste do Golfo do México, uma área de baixa pressão se desenvolveu ao norte de Key West no início de agosto. Desenvolveu -se em uma depressão tropical às 12:00 UTC em 8 de agosto, e se tornou uma tempestade tropical às 06:00 UTC em 9 de agosto enquanto se movia para noroeste na costa oeste da Flórida. A intensificação gradual continuou, e às 06:00 UTC em 11 de agosto a tempestade se fortaleceu para o status de furacão. Às 22:00 UTC em agosto Em 11 de novembro, o furacão atingiu seu pico de intensidade e simultaneamente atingiu a costa perto da fronteira entre o Alabama e a Flórida como um pequeno ciclone tropical. Durante este tempo, os ventos máximos sustentados da tempestade foram estimados em 130 km/h (80 mph), tornando-o equivalente a um furacão categoria um na escala de vento do furacão Saffir-Simpson dos dias modernos. Uma calmaria na tempestade acompanhou a passagem próxima de seu olho antes que as condições se deteriorassem novamente. Embora a pressão barométrica mais baixa medida em terra tenha sido de 1007 mbar ( hPa ; 29,74 inHg ) em Pensacola, Flórida, a pressão da tempestade foi estimada em 982 mbar (hPa: 29,00 inHg). Depois de atingir a costa, o furacão enfraqueceu e lentamente se deslocou para o oeste, enfraquecendo para uma depressão tropical sobre a Louisiana em 13 de agosto, antes de se dissipar sobre o Arkansas às 12h UTC no dia seguinte.
Enquanto se desenvolvia no Golfo do México, o ciclone tropical trouxe chuvas leves para Key West, totalizando 46 mm (1.82 in) durante dois dias. As bandas de chuva externas do furacão afetaram o panhandle da Flórida já em 10 de agosto, produzindo ventos tão fortes quanto 130 km/h (80 mph) em Pensacola, onde foi considerada a pior desde 1906. Durante a tarde de agosto Em 11 de novembro, o Departamento de Meteorologia dos Estados Unidos emitiu alertas de tempestade para as áreas costeiras da costa do golfo, onde o furacão deveria impactar. Ao atingir a costa, a tempestade trouxe fortes precipitações, com pico de 250 mm (10 in) em Molino, Flórida, embora as chuvas mais intensas tenham ocorrido do Mississippi ao centro do Alabama. Algumas enxurradas ocorreram durante breves episódios de chuva forte enquanto a tempestade se dirigia para o oeste após o desembarque. Os ventos fortes na área de Pensacola derrubaram as linhas de telecomunicações e interromperam a energia, cortando a comunicação com áreas externas por 24 horas. Um pavilhão na Ilha de Santa Rosa teve um terço de seu telhado arrancado, e alguns outros edifícios no interior também foram descobertos. No mar, doze barcaças foram encalhadas após serem varridas pelas ondas fortes. Perdas pesadas foram relatadas para a madeira depois que elas foram varridas quando as barreiras de toras falharam. Os valores dos danos na área de Pensacola foram estimados conservadoramente em US$ 12.600, considerados mais leves do que o esperado, embora tenha havido algumas mortes.

### Furacão Três
Mais de uma semana após a dissipação do furacão anterior, a terceira tempestade da temporada se desenvolveu em 23 de agosto e seguiu lentamente para oeste-noroeste. Depois de atingir o status de furacão, a tempestade virou mais para o noroeste e, vários dias depois, atingiu seu pico de velocidade de vento de 160 km/h (100 mph); uma pressão barométrica de 972 mbar (hPa) foi relatado. O centro passou para o interior alguns quilômetros ao norte de Savannah, Geórgia, em 28 de agosto; ao atingir a costa, o furacão degenerou rapidamente. Deteriorou-se em uma depressão tropical em 29 de agosto e persistiu sobre a terra até se dissipar alguns dias depois.
O furacão, de tamanho relativamente pequeno, causou danos generalizados entre Savannah e Charleston, na Carolina do Sul. A própria Savannah recebeu apenas danos menores, embora o centro da tempestade tenha passado por perto. Ao longo da costa da Geórgia, chuvas torrenciais causaram numerosos estragos nas ferrovias. As colheitas, o gado e as estradas na área sofreram grandes danos. Em Charleston, os ventos foram estimados em 171 km/h (106 mph) depois de um anemômetro, último relatório 151 km/h (94 mph), falhou e 124 mm (4.90 in) de precipitação caiu durante três dias.
A tempestade durou mais de 36 horas, causando graves danos; os ventos abriram centenas de edifícios, demoliram muitas casas e tiveram um grande impacto nos serviços de energia e telefonia. Marés 3.2 m (10.6 ft) acima do normal deixou uma "massa confusa de navios naufragados e cais danificados", de acordo com um meteorologista local em Charleston, enquanto seis torpedeiros da marinha foram arrancados de suas amarras e lançados em terra. No total, 17 pessoas morreram no furacão e os danos materiais em Charleston foram estimados em US $ 1. milhões (1911 USD, $  2014 USD).

### Furacão Quatro
A próxima tempestade formou-se bem a leste das Pequenas Antilhas em 3 de setembro e moveu-se para o oeste, atingindo o status de tempestade tropical cerca de um dia depois. A tempestade diminuiu e se curvou para o sudoeste, aproximando-se da costa norte da Colômbia antes de se afastar da terra e se tornar um furacão. Ele se intensificou ainda mais para o status de categoria 2 antes de atingir a Nicarágua em 10 de setembro. Enfraquecendo rapidamente para uma tempestade tropical, o ciclone continuou para o oeste na América Central e entrou brevemente no leste do Oceano Pacífico. Dissipou-se pouco depois. Na cidade de Corinto, um relatório indicava a morte de 10 pessoas e 50 feridos adicionais. Cerca de 250 casas foram destruídas, deixando aproximadamente $ 2 milhões (1911 USD, $  2014 USD) em danos. Os dados sobre esta tempestade são extremamente escassos; como tal, apenas pequenas revisões poderiam ser feitas em sua cronologia no banco de dados de furacões.

### Tempestade tropical Cinco
O quinto ciclone tropical oficial do ano também era desconhecido até as reavaliações contemporâneas. Ele exibiu algumas características híbridas e pode ter se qualificado para o status de ciclone subtropical de acordo com o esquema de classificação moderno. Em 15 de setembro, a tempestade se formou sobre o Atlântico central e inicialmente se moveu para o oeste. Ele se intensificou gradualmente ao virar para noroeste e, em 19 de setembro, fez a transição para um ciclone extratropical a sudeste da Nova Inglaterra. O sistema foi posteriormente absorvido por um limite frontal mais poderoso que se aproximava do noroeste.

### Tempestade tropical Seis
A tempestade final foi observada pela primeira vez como uma perturbação perto de Porto Rico, no Mar do Caribe, no final de outubro. O distúrbio foi o precursor de uma depressão tropical que se desenvolveu no sul das Bahamas e se dirigiu para oeste-sudoeste em Cuba, onde, em Havana, os ventos sopravam do sudeste a 71 km/h (44 mph). Tornou-se uma tempestade tropical em 27 de outubro e derivou para o sudoeste. Perto da ponta leste da Península de Yucatán, a tempestade virou bruscamente para o norte. Uma área de alta pressão sobre os Estados Unidos impediu que o ciclone virasse para o leste em direção à Flórida e continuou no Golfo do México. No entanto, em 31 de outubro, a tempestade fez uma curva para o leste e se moveu para a costa no norte da Flórida. A tempestade diminuiu de intensidade ao passar para o Atlântico. O centro de circulação da tempestade permaneceu mal definido ao longo de seu curso. Acredita-se que tenha se desenvolvido ao sul de Cuba, embora uma reavaliação dos dados do navio indique que a depressão realmente se formou a leste da ilha. Em 26 de outubro, o Weather Bureau lançou alertas de furacão ao longo da costa leste da Flórida, de Key West a West Palm Beach, e na costa oeste até Tampa.

### Depressões tropicais
Além das seis tempestades tropicais e furacões oficialmente reconhecidas, foram identificadas três depressões tropicais na temporada de 1911. A primeira se desenvolveu em fevereiro a partir de um vale de baixa pressão no Atlântico aberto e avançou para o oeste. Embora um navio tenha relatado de forma duvidosa ventos de mais de 80 km/h (50 mph) em associação com o sistema, a falta de evidências de apoio impede sua designação como uma tempestade tropical. O ciclone se dissipou em 21 de fevereiro. A segunda depressão evoluiu de um ciclone extratropical em meados do final de maio, tornando-se um ciclone tropical em 22 de maio a nordeste das Bermudas. Ele persistiu por três dias enquanto serpenteava pela mesma área geral antes de ser absorvido por outra tempestade não tropical. A documentação moderna desse sistema também foi prejudicada pela falta de dados. Em 11 de dezembro, a terceira depressão tropical se formou perto das ilhas Turks e Caicos. Ele progrediu para o oeste e estava situado ao norte do leste de Cuba no dia seguinte. O sistema começou a enfraquecer em 13 de dezembro e se dissipou logo depois.